# سیارک ۱۵۴۶۱
سیارک ۱۵۴۶۱ (به انگلیسی: 15461 Johnbird، نامگذاری:1998YT29) پانزده هزار و چهارصد و شصت و یکمین سیارک کشف شده‌است که در ۲۷ دسامبر ۱۹۹۸ کشف شد.
قدر مطلق سیارک برابر ۲۸.۲ است.